# Aaron Pixton
Aaron C. Pixton (né le 13 janvier 1986) est un mathématicien américain de l'université du Michigan. Il travaille en géométrie énumérative, et est également connu comme joueur d'échecs, où il est maître FIDE.

## Jeunesse et éducation
Pixton est né à Binghamton, New York, son père, Dennis Pixton, est professeur de mathématiques à la retraite à l'université de Binghamton. Il grandit à Vestal, New York. Alors qu'il est étudiant à Vestal Senior High School, il obtient un score parfait au concours américain de mathématiques à trois reprises de 2002 à 2004. Il participe à l'Olympiade mathématique internationale en 2003 et 2004 pour remporter des médailles d'or consécutives.
Alors qu'il est étudiant à l'université de Princeton, Pixton est trois fois boursier Putnam. Pour ses recherches menées au premier cycle, il reçoit le prix Morgan 2009. En 2008, il reçoit une bourse Churchill à l'université de Cambridge. Pixton obtient son doctorat en 2013 de Princeton sous la direction de Rahul Pandharipande ; sa thèse est intitulée L'Anneau tautologique de l'espace des modules des courbes.

## Carrière
Pixton est nommé Clay Research Fellow pour cinq ans à compter de 2013. Après deux ans en tant que chercheur postdoctoral à l'université Harvard, il devient professeur adjoint de mathématiques au Massachusetts Institute of Technology en 2015. En 2017, il remporte une bourse de recherche Sloan. En 2020, il est nommé à l'université du Michigan en tant que professeur adjoint.

## Jeu d'échecs
Pixton est également un ancien enfant prodige des échecs. Il est champion cadet des États-Unis en 2001 et champion d'échecs junior des États-Unis en 2002,. Il remporte une victoire contre l'ancien champion des États-Unis Joel Benjamin en 2003.